# (1181) Лилит
(1181) Лилит (лат. Lilith) — астероид главного пояса, который был открыт 11 февраля 1927 года русско-французским астрономом Вениамином Жеховским в Алжирской обсерватории и назван в честь Лили Буланже, французской женщины-композитора. 

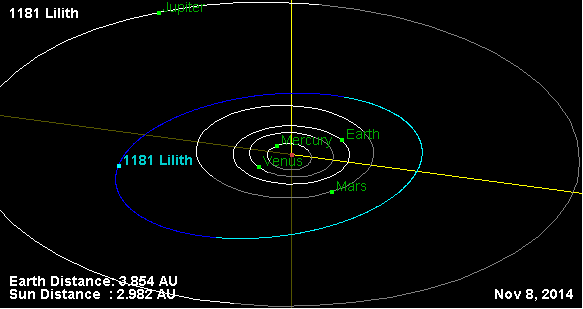
Орбита астероида Лилит и его положение в Солнечной системе